# Класичний лібералізм
Класичний лібералізм — політична ідеологія, що зародилась в XIX столітті у Великій Британії, Західній Європі та США, і проголошує ідеалами обмежену державу та особисту свободу, включаючи свободу віросповідання, слова, преси, зібрань та вільний ринок. Істотний вплив на розвиток класичного лібералізму справили, зокрема: Джон Лок, Жан-Батіст Сей, Томас Мальтус та Давид Рікардо. Інтерес до класичного лібералізму в XX столітті відродили Людвіг фон Мізес та Фрідріх фон Гаєк, та інші економісти. Однак інші вчені посилаються на ці сучасні думки як на неокласичний лібералізм, відрізняючи їх від класичного лібералізму XVIII століття.
Класичний лібералізм набув повного розквіту на початку XVIII століття, будуючись на ідеях, що з'явилися принаймні ще в XVI столітті, в іберійському, британському та центральноєвропейському контекстах, і він був основоположним для Американської революції та ширше «Американського проекту».
Інколи класичним лібералізмом називають всі види лібералізму, які існували до XX століття. До Великої депресії та появи соціал-лібералізму класичний лібералізм називався економічним лібералізмом. Пізніше цей термін використовувався як ретронім, щоб відрізнити попередній лібералізм XIX-го століття від соціал-лібералізму. За сучасними стандартами, у Сполучених Штатах простий «лібералізм» часто означає соціал-лібералізм, але в Європі та Австралії простий «лібералізм» часто означає класичний лібералізм. У контексті американської політики «класичний лібералізм» можна описати як «фіскально консервативний». Незважаючи на це, класичні ліберали схильні відкидати більшу толерантність правих до економічного протекціонізму та схильність лівих до колективних групових прав через центральний принцип класичного лібералізму — індивідуалізм. Починаючи з 1970-х, цей термін використовують лібертаріанці для позначення віри в економічну свободу та мінімальну державу. Тому інколи буває важко точно з'ясувати значення терміна в літературі.

## Еволюція основних ідей
Основні переконання класичних лібералів включали нові ідеї, які відрізнялися як від старої консервативної ідеї суспільства як сім'ї, так і від пізнішої соціологічної концепції суспільства як складної сукупності соціальних мереж.
Класичні ліберали погоджувалися з Томасом Гоббсом, що люди створили уряд, щоб захистити себе один від одного і звести до мінімуму конфлікти між людьми, які інакше виникли б у природному стані. Ці переконання доповнювалися вірою в те, що фінансові стимули можуть найкраще мотивувати працівників. Це переконання призвело до прийняття поправки до Закону про бідних 1834 року (англ. Poor Law Amendment Act 1834), яка обмежила надання соціальної допомоги, ґрунтуючись на ідеї, що ринок є механізмом, який найефективніше веде до добробуту.
Спираючись на ідеї Адама Сміта, класичні ліберали вважали, що в загальних інтересах всіх людей мати можливість забезпечити власний економічний інтерес. Вони критично ставилися до того, що згодом стало ідеєю держави загального добробуту, до втручання у механізм роботи вільного ринку. Незважаючи на рішуче визнання Смітом важливості та цінності праці та робітників, класичні ліберали критикували групові права робітників, які забезпечувалися за рахунок особистих прав, в той же час визнаючи права корпорацій, що призводило до нерівності у переговорних силах. Класичні ліберали стверджували, що люди повинні мати можливість вільно отримувати роботу від роботодавців, які найбільше платять, в той час як мотив прибутку гарантує, що продукти, яких люди бажають, будуть вироблятися за цінами, які вони можуть заплатити. На вільному ринку і праця, і капітал отримували б максимально можливу винагороду, а виробництво було б ефективно організоване для задоволення споживчого попиту. Класичні ліберали виступали за те, що вони називали мінімальною державою і урядом, обмеженим наступними функціями:
- Закони для захисту громадян від правопорушень, скоєних проти них іншими громадянами, що включали захист індивідуальних прав, приватної власності, виконання контрактів та загального права.
- Спільна національна оборона для забезпечення захисту від іноземних загарбників.
- Громадські роботи та послуги, які не можуть бути надані на вільному ринку, такі як стабільна валюта, стандартні міри та ваги, будівництво та утримання доріг, каналів, гаваней, залізниць, зв'язку та поштових служб[19].

Класичні ліберали стверджували, що права мають негативну природу і тому передбачають, що інші особи та уряди повинні утримуватися від втручання у вільний ринок, на противагу соціал-лібералам, які стверджують, що люди мають позитивні права, такі як право голосу, право на освіту, право на охорону здоров'я та право на мінімальну заробітну плату. Для того, щоб суспільство гарантувало позитивні права, воно вимагає оподаткування понад мінімум, необхідний для забезпечення негативних прав.
Основні переконання класичних лібералів не обов'язково включали в себе демократію або правління більшістю голосів громадян, оскільки «в самій ідеї правління більшості немає нічого, що свідчило б про те, що більшість завжди буде поважати права власності або підтримувати верховенство закону». [Наприклад, Джеймс Медісон відстоював конституційну республіку із захистом індивідуальної свободи, а не чисту демократію, аргументуючи це тим, що в чистій демократії «спільна пристрасть або інтерес майже в кожному випадку буде відчуватися більшістю... і немає нічого, що могло б перевірити спонукання принести в жертву слабшу сторону».
Наприкінці XIX століття класичний лібералізм перетворився на неокласичний лібералізм, який стверджував, що уряд повинен бути якомога меншим, щоб дозволити реалізацію індивідуальної свободи. У своїй крайній формі неокласичний лібералізм виступав за соціальний дарвінізм. Праволібералізм є сучасною формою неокласичного лібералізму. Однак Едвін Ван де Хаар стверджує, що хоча класична ліберальна думка вплинула на лібертаріанство, між ними існують значні відмінності. Класичний лібералізм відмовляється надавати пріоритет свободі над порядком і тому не виявляє ворожості до держави, що є визначальною рисою лібертаріанства. Таким чином, праві ліберали вважають, що класичні ліберали не мають достатньої поваги до індивідуальних прав власності і не мають достатньої довіри до роботи вільного ринку і спонтанного порядку, що призводить до їх підтримки значно більшої держави. Праві ліберали також не згодні з класичними лібералами, які занадто підтримують центральні банки і монетарну політику.

### Типологія переконань
Фрідріх Гаєк виділив дві різні традиції в класичному лібералізмі, а саме: британську та французьку:
- Британські філософи Бернард Мандевіль, Дейвід Г'юм, Едмунд Берк, Адам Сміт, Адам Фергюсон, Джосайя Такер і Вільям Пейлі вірили в емпіризм, загальне право і традиції та інститути, які спонтанно розвивалися, але були недосконало зрозумілі.
- Французькі філософи Вольтер, Жан-Жак Руссо, Дені Дідро, Максиміліан Робесп'єр, маркіз де Кондорсе, енциклопедисти і фізіократи вірили в раціоналізм і іноді виявляли ворожість до традицій і релігії.

Гаєк визнавав, що національні ярлики не зовсім відповідають приналежності до кожної традиції, оскільки він вважав французів Монтеск'є, Бенжамена Констана, Жозефа де Местра та Алексіса де Токвіля приналежними до британської традиції, а британців Томаса Гоббса, Джозефа Прістлі, Річарда Прайса, Едварда Ґіббона, Бенджаміна Франкліна, Томаса Джефферсона і Томаса Пейна ― приналежними до французької традиції. Гаєк також відкидав ярлик laissez-faire, оскільки він бере свій початок у французькій традиції і є далеким від поглядів Ґ'юма і Сміта.
Людвіг фон Мізес,  економіст Австрійської школи, захисник ідей класичного лібералізму писав:
Економічні знання обов'язково ведуть до лібералізму.
A Critique of Interventionism, p. 86
Кілька поколінь економічної політики, яка була майже ліберальною, надзвичайно збільшили багатство світу.
Socialism, p.  13
Лібералізм ніколи не претендував на те, щоб бути чимось більшим, ніж філософією земного життя. Те, чого він вчить, стосується лише земної діяльності та утримання від діяльності. Він ніколи не претендував на вичерпання останньої або найбільшої таємниці людини.
Socialism, p. 37
Лібералізм відстоює приватну власність на засоби виробництва тому, що очікує від такої економічної організації вищого рівня життя, а не тому, що хоче допомогти власникам.
Socialism, p.  46
Те, що лібералізм спрямований на захист власності, і те, що він відкидає війну, є двома проявами одного й того ж принципу.
Socialism, p. 59
Єдиним завданням суто ліберальної держави є захист життя і власності від нападів як зовнішніх, так і внутрішніх ворогів.
Socialism, p. 133
Свобода, демократія, мир і приватна власність вважаються благом, тому що вони є найкращими засобами для сприяння людському щастю і добробуту. Лібералізм хоче забезпечити людині життя, вільне від страху і злиднів. Це все.
Omnipotent Government, p. 51
Головна перевага ліберальної схеми соціальної, економічної та політичної організації полягає саме в тому, що вона уможливлює мирну співпрацю націй.
Omnipotent Government, p. 91
Уявіть собі світовий порядок, в якому лібералізм є найвищим. ...існує приватна власність на засоби виробництва. Функціонуванню ринку не заважає державне втручання. Немає торговельних бар'єрів; люди можуть жити і працювати там, де вони хочуть. Кордони намальовані на картах, але вони не перешкоджають міграції людей і перевезенню товарів. Місцеві жителі не користуються правами, яких позбавлені іноземці. . . . Суди є незалежними і ефективно захищають всіх від зазіхань чиновників. Кожному дозволено говорити, писати і друкувати те, що йому подобається. Освіта не підлягає державному втручанню. . . . Люди, які перебувають при владі, розглядаються як смертні люди, а не як надлюди або як батьківська влада, яка має право і обов'язок тримати народ під опікою. Уряди не мають права диктувати громадянам свою волю.
Omnipotent Government, p.  91-92
Для людини, яка використовує науковий метод у роздумах над проблемами людської діяльності, лібералізм повинен здаватися єдиною політикою, яка може привести до тривалого благополуччя для нього, його друзів і близьких, а також для всіх інших. Тільки той, хто не хоче досягти таких цілей, як життя, здоров'я і процвітання для себе, своїх друзів і тих, кого він любить, тільки той, хто віддає перевагу хворобі, нещастю і стражданням, може відкинути аргументацію лібералізму.
Epistemological Problems of Economics, p. 39
Гвідо де Руджеро також визначив відмінності між «Монтеск'є і Руссо, англійським і демократичним типами лібералізму» і стверджував, що між двома ліберальними системами існує «глибокий контраст»[38]. Він стверджував, що дух «справжнього англійського лібералізму» «будував свою роботу по частинах, ніколи не руйнуючи те, що вже було побудовано, але спираючись на нього при кожному новому кроці». Цей лібералізм «нечутно пристосовував стародавні інститути до сучасних потреб» і «інстинктивно відступав від усіх абстрактних декларацій принципів і прав». Руджеро стверджував, що цьому лібералізму кинув виклик те, що він назвав «новим лібералізмом Франції», який характеризувався егалітаризмом і «раціоналістичною свідомістю».
У 1848 році Френсіс Лібер розрізняв те, що він назвав «англіканською і галліканською свободою». Лібер стверджував, що «незалежність у найвищому ступені, сумісна з безпекою і широкими національними гарантіями свободи, є великою метою англіканської свободи, а опора на власні сили є головним джерелом, з якого вона черпає свою силу». З іншого боку, галліканська свобода «шукається в уряді .... [Французи шукають найвищий ступінь політичної цивілізації в організації, тобто в найвищому ступені втручання державної влади".

## Історія

### Велика Британія
Французька фізіократія сильно вплинула на британський класичний лібералізм, який бере свій початок від вігів та радикалів. Вігі стали домінуючою ідеологією після Славної революції 1688 року і асоціювалися з підтримкою британського парламенту, відстоюванням верховенства права, захистом земельної власності, а іноді включали свободу преси та свободу слова. Витоки прав вбачалися в давній конституції, що існувала з незапам'ятних часів. Ці права обґрунтовувалися скоріше звичаями, ніж природними правами. Віги вважали, що виконавча влада повинна бути обмежена. Хоча вони підтримували обмежене виборче право, вони розглядали голосування як привілей, а не як право. Однак в ідеології вігів не було послідовності, і різні письменники, включаючи Джона Лока, Дейвіда Ґ'юма, Адама Сміта та Едмунда Берка, були впливовими серед вігів, хоча жоден з них не був загальноприйнятим.
З 1790-х до 1820-х років британські радикали зосередилися на парламентській та виборчій реформі, наголошуючи на природних правах і народному суверенітеті. Річард Прайс і Джозеф Прістлі адаптували мову Лока до ідеології радикалізму. Радикали розглядали парламентську реформу як перший крок до вирішення їхніх численних скарг, включаючи ставлення до протестантів-розкольників, работоргівлю, високі ціни і високі податки. Серед класичних лібералів існувала більша єдність, ніж серед вігів. Класичні ліберали були віддані індивідуалізму, свободі та рівним правам, а також деяким іншим важливим принципам лібералізму, оскільки класичний лібералізм був представлений наприкінці 18 століття як лівий рух. Вони вважали, що ці цілі вимагають вільної економіки з мінімальним державним втручанням. Деякі представники вігів були незадоволені комерційною природою класичного лібералізму. Вони стали асоціюватися з консерватизмом.

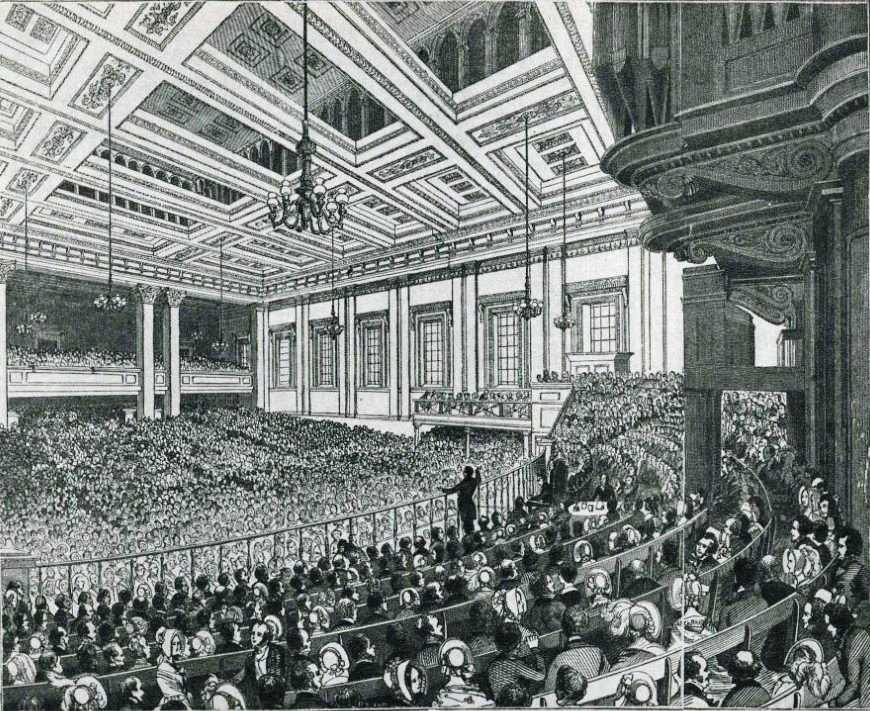
Засідання Ліги проти кукурудзяного права в Ексетер Холі в 1846 році

Класичний лібералізм був домінуючою політичною теорією в Британії з початку XIX століття до Першої світової війни. Його визначними перемогами стали Закон про допомогу римо-католикам 1829 року, Закон про реформи 1832 року та скасування Кукурудзяних законів 1846 року. Ліга боротьби з кукурудзяним законом об'єднала коаліцію ліберальних і радикальних груп на підтримку вільної торгівлі під керівництвом Річарда Кобдена і Джона Брайта, які виступали проти аристократичних привілеїв, мілітаризму і державних витрат і вважали, що основою Великої Британії є фермер-одноосібник. Їхню політику низьких державних витрат і низького оподаткування перейняв Вільям Гладстон, коли став канцлером казначейства, а згодом прем'єр-міністром. Класичний лібералізм часто асоціювався з релігійним інакомисленням і нонконформізмом.
Хоча класичні ліберали прагнули до мінімуму державної активності, вони прийняли принцип державного втручання в економіку з початку XIX століття, з прийняттям «Фабричних актів». Приблизно з 1840 по 1860 роки прихильники свободи підприємництва Манчестерської школи та автори журналу «Економіст» були впевнені, що їхні ранні перемоги призведуть до періоду розширення економічної та особистої свободи і миру в усьому світі, але з 1850-х років вони зіткнулися з протилежними тенденціями, оскільки державне втручання та діяльність продовжували розширюватися. Джеремі Бентам і Джеймс Мілл, хоча й були прихильниками laissez-faire, невтручання у зовнішні справи та особистої свободи, вважали, що соціальні інститути можуть бути раціонально перероблені на основі принципів утилітаризму. Консервативний прем'єр-міністр Бенджамін Дізраелі повністю відкидав класичний лібералізм і виступав за демократію торі. До 1870-х років Герберт Спенсер та інші класичні ліберали дійшли висновку, що історичний розвиток обертається проти них. До Першої світової війни Ліберальна партія значною мірою відмовилася від класичних ліберальних принципів.
Зміна економічних та соціальних умов у XIX столітті призвела до поділу на неокласичних та соціальних (або ліберальних) лібералів, які, погоджуючись з важливістю індивідуальної свободи, розійшлися у поглядах на роль держави. Неокласичні ліберали, які називали себе «справжніми лібералами», вважали Другий трактат Лока найкращим керівництвом і наголошували на «обмеженому уряді», тоді як соціал-ліберали підтримували державне регулювання і державу загального добробуту. Герберт Спенсер у Британії та Вільям Грем Самнер були провідними неокласичними ліберальними теоретиками XIX століття. Еволюція від класичного до соціального лібералізму знайшла своє відображення, наприклад, у Британії в еволюції думки Джона Мейнарда Кейнса.

### Османська імперія
До XVIII століття Османська імперія проводила ліберальну політику вільної торгівлі, яка бере свій початок у капітуляціях Османської імперії, починаючи з перших торговельних договорів, підписаних з Францією у 1536 році і продовжених капітуляціями у 1673 році, у 1740 році, які знизили мита лише до 3% на імпорт та експорт, і у 1790 році. Османська політика вільної торгівлі була високо оцінена британськими економістами, які виступали за вільну торгівлю, такими як Джон Мак-Каллох у своєму «Словнику комерції» (1834), але піддана критиці британськими політиками, які виступали проти вільної торгівлі, такими як прем'єр-міністр Бенджамін Дізраелі, який назвав Османську імперію «прикладом шкоди, заподіяної необмеженою конкуренцією» під час дебатів щодо законів про кукурудзу 1846 р., стверджуючи, що вони зруйнували країну, яка у 1812 р. мала «найкращі у світі підприємства з виробництва кукурудзи».

### Сполучені Штати Америки

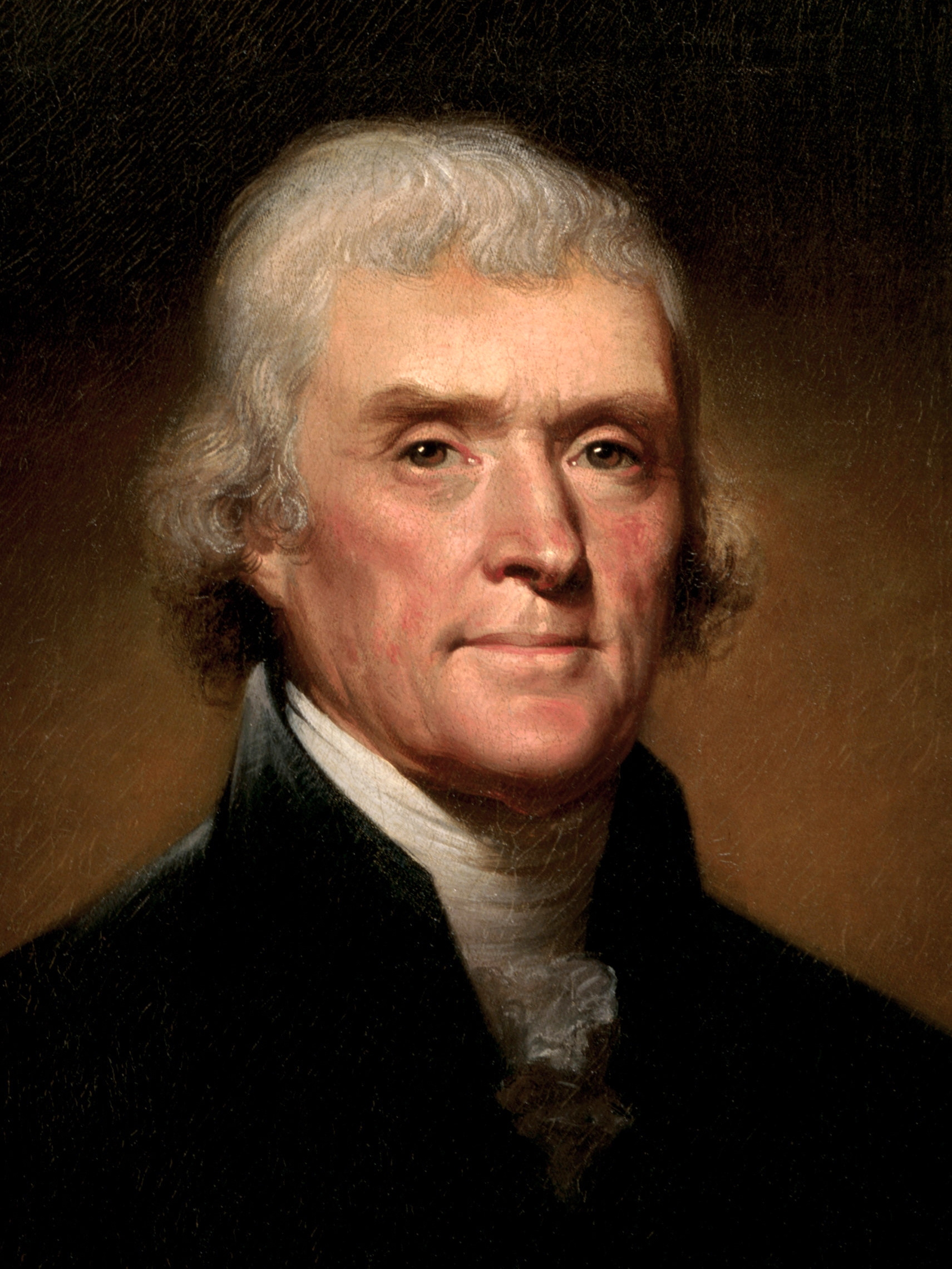
Томас Джефферсон (1743–1826)

У Сполучених Штатах лібералізм пустив міцне коріння, оскільки його ідеалам мало хто протистояв, тоді як в Європі лібералізму протистояло багато реакційних або феодальних інтересів, таких як дворянство, аристократія, в тому числі армійські офіцери, поміщицьке землеволодіння і церква, що встановилася. Томас Джефферсон прийняв багато ідеалів лібералізму, але в Декларації незалежності змінив локівські «життя, свободу і власність» на більш соціально-ліберальні «життя, свободу і прагнення до щастя». У міру зростання Сполучених Штатів промисловість ставала все більшою і більшою частиною американського життя; і за часів першого президента-популіста Ендрю Джексона економічні питання вийшли на перший план. Економічні ідеї епохи Джексона майже повсюдно були ідеями класичного лібералізму. Свобода, на думку класичних лібералів, була максимальною, коли уряд не втручався в економіку. Історик Кетлін Г. Донох'ю стверджує:
У центрі класичної ліберальної теорії [в Європі] була ідея laissez-faire. Однак для переважної більшості американських класичних лібералів laissez-faire не означав повної відсутності державного втручання. Навпаки, вони були більш ніж готові до того, щоб уряд встановлював тарифи, субсидії на залізницю та внутрішні вдосконалення, які приносили користь виробникам. Що вони засуджували, так це втручання в інтересах споживачів.
Журнал «The Nation» відстоював лібералізм щотижня, починаючи з 1865 року, під керівництвом впливового редактора Едвіна Лоуренса Годкіна (1831–1902). Ідеї класичного лібералізму залишалися по суті беззаперечними, доки низка депресій, які вважалися неможливими згідно з принципами класичної економіки, не призвела до економічних труднощів, від яких виборці вимагали полегшення. За словами Вільяма Дженнінгса Брайана, «Ви не розіп'єте цю націю на золотому хресті». Класичний лібералізм залишався ортодоксальною вірою серед американських бізнесменів аж до Великої депресії. Велика депресія в США призвела до кардинальних змін у лібералізмі, коли пріоритет змістився від виробників до споживачів. Новий курс Франкліна Д. Рузвельта уособлював домінування сучасного лібералізму в політиці протягом десятиліть. За словами Артура Шлезінгера-молодшого:
Коли зростаюча складність промислових умов вимагала посилення державного втручання з метою забезпечення більш рівних можливостей, ліберальна традиція, вірна меті, а не догмі, змінила свій погляд на державу. ... Виникла концепція держави загального добробуту, в якій національний уряд мав прямий обов'язок підтримувати високий рівень зайнятості в економіці, здійснювати нагляд за стандартами життя і праці, регулювати методи бізнес-конкуренції та встановлювати всеосяжні моделі соціального забезпечення.
Алан Вулф підсумовує точку зору, що існує безперервне ліберальне розуміння, яке включає в себе як Адама Сміта, так і Джона Мейнарда Кейнса:
Ідея про те, що лібералізм існує у двох формах, передбачає, що найбільш фундаментальне питання, яке стоїть перед людством, полягає в тому, наскільки сильно уряд втручається в економіку. ... Коли натомість ми обговорюємо призначення людини і сенс життя, Адам Сміт і Джон Мейнард Кейнс опиняються на одному боці. Обидва вони володіли широким розумінням того, для чого ми покликані жити на цій землі. ... Для Сміта меркантилізм був ворогом людської свободи. Для Кейнса — монополії. Для мислителя вісімнадцятого століття цілком логічним є висновок, що людство процвітатиме за умов ринку. Для мислителя двадцятого століття, відданого тому ж ідеалу, уряд був важливим інструментом для досягнення тієї ж мети.
Ідея про те, що сучасний лібералізм є продовженням класичного лібералізму, є суперечливою і заперечується багатьма. Джеймс Курт, Роберт Е. Лернер, Джон Міклетвейт, Адріан Вулдрідж та деякі інші політологи стверджують, що класичний лібералізм існує і сьогодні, але у формі американського консерватизму. На думку Діпака Лала, лише в Сполучених Штатах класичний лібералізм продовжує залишатися значною політичною силою через американський консерватизм. Американські лібертаріанці також стверджують, що вони є справжнім продовженням класичної ліберальної традиції.

## Інетелектуальне підґрунтя

### Джон Лок

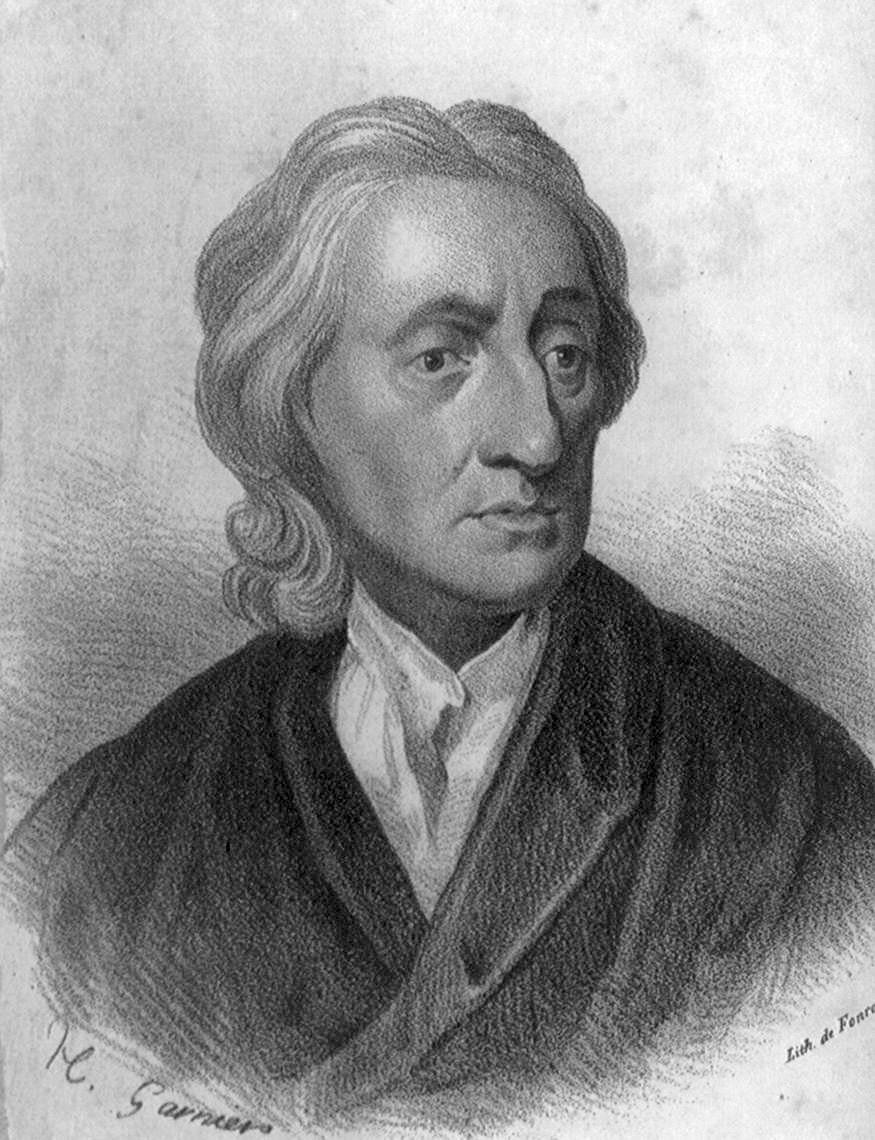
Джон Лок (1632–1704)

Центральне місце в класичній ліберальній ідеології займала їхня інтерпретація «Другого трактату про правління» Джона Лока та «Листа про віротерпимість», який був написаний на захист Славної революції 1688 року. Хоча на той час ці праці вважалися надто радикальними для нових правителів Британії, пізніше на них почали посилатися віги, радикали та прихильники Американської революції. Однак значна частина пізнішої ліберальної думки була відсутня в працях Лока або ледь згадувалася, а його праці піддавалися різним інтерпретаціям. Наприклад, мало згадується про конституціоналізм, поділ влади та обмежений уряд.
Джеймс Л. Річардсон виділив п'ять центральних тем у творчості Лока:
- Індивідуалізм
- Згода
- Верховенство права та уряд як опікун
- Значення власності
- Релігійна толерантність

Хоча Лок не розробив теорію природних прав, він уявляв собі людей у природному стані як вільних і рівних. Саме людина, а не спільнота чи інституції, була для нього точкою відліку. Лок вважав, що люди дали згоду на створення уряду, а отже, влада походить від народу, а не згори. Це переконання вплинуло на пізніші революційні рухи.
Очікувалося, що уряд, як довірена особа, повинен служити інтересам народу, а не правителів; а правителі повинні дотримуватися законів, прийнятих законодавчими органами. Лок також вважав, що головною метою об'єднання людей у співдружності та уряди є збереження їхньої власності. Незважаючи на неоднозначність локового визначення власності, яке обмежувало власність «такою кількістю землі, яку людина обробляє, засіває, покращує, культивує і може використовувати як продукт», цей принцип мав велику привабливість для людей, що володіють великим багатством.
Лок вважав, що людина має право слідувати своїм власним релігійним переконанням і що держава не повинна нав'язувати релігію інакомислячим, але існують певні обмеження. Не слід проявляти толерантність до атеїстів, які вважалися аморальними, або до католиків, які вважалися такими, що віддають перевагу вірності Папі Римському, а не власному національному урядові.

### Адам Сміт

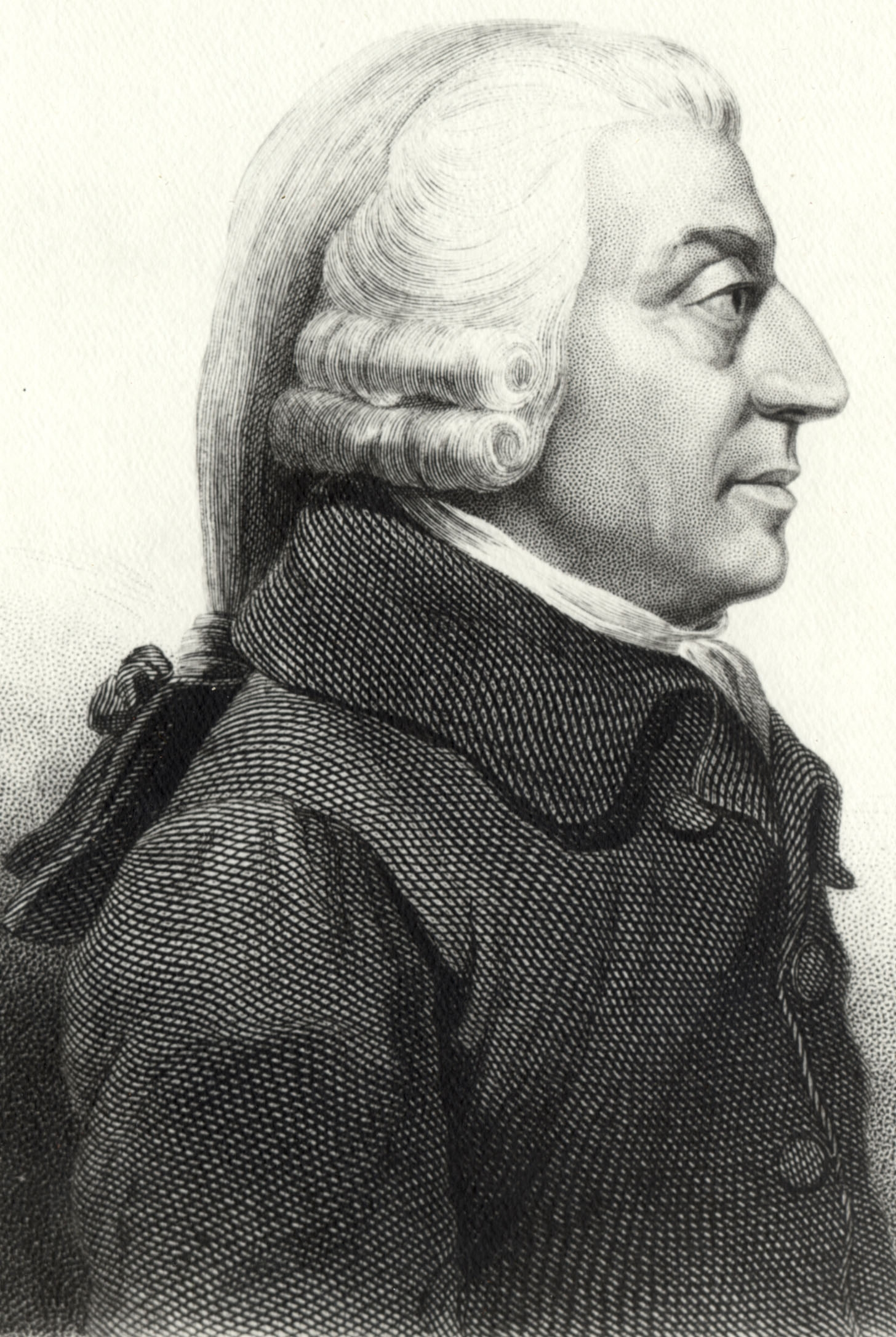
Адам Сміт (1723–1790)

Ідеї Адама Сміта розглядаються як основоположні для економічного лібералізму — важливої складової класичного лібералізму. Книга Адама Сміта «Багатство народів», опублікована в 1776 році, повинна була забезпечити більшість ідей економіки, принаймні до публікації «Принципів політичної економії» Джона Стюарта Мілла в 1848 році. Сміт розглянув мотивацію економічної діяльності, причини цін і розподілу багатства, а також політику, якої повинна дотримуватися держава для максимізації багатства.
Сміт писав, що доки попит, пропозиція, ціни та конкуренція залишатимуться вільними від державного регулювання, переслідування матеріальних інтересів, а не альтруїзму, максимізуватиме багатство суспільства через виробництво товарів та послуг, орієнтоване на отримання прибутку. «Невидима рука» спрямовувала окремих осіб і фірми працювати на суспільне благо як ненавмисний наслідок зусиль, спрямованих на максимізацію власної вигоди. Це давало моральне виправдання накопиченню багатства, яке раніше дехто вважав гріховним.
Він припускав, що працівникам можна платити заробітну плату настільки низьку, наскільки це необхідно для їхнього виживання, що пізніше було перетворено Девідом Рікардо і Томасом Робертом Мальтусом на «залізний закон заробітної плати». Основний акцент він робив на користь вільної внутрішньої і міжнародної торгівлі, яка, на його думку, може збільшити багатство через спеціалізацію виробництва. Він також виступав проти обмежувальних торговельних преференцій, державних субсидій монополіям, організаціям роботодавців і профспілкам. Уряд має обмежуватися захистом країни, громадськими роботами і правосуддям, які мають фінансуватися з допомогою податків, що ґрунтуються на доходах
Економіка Сміта була реалізована на практиці в XIX столітті зі зниженням тарифів у 1820-х роках, скасуванням Закону про допомогу бідним, який обмежував мобільність робочої сили в 1834 році, і закінченням правління Ост-Індійської компанії в Індії в 1858 році.

### Класична економічна теорія
Окрім спадщини Сміта, центральними доктринами класичної економічної теорії та економічного лібералізму стали закон Сея, теорія народонаселення Томаса Роберта Мальтуса та залізний закон заробітної плати Девіда Рікардо. Песимістичний характер цих теорій став основою для критики капіталізму з боку його опонентів і допоміг увічнити традицію називати економіку «похмурою наукою».

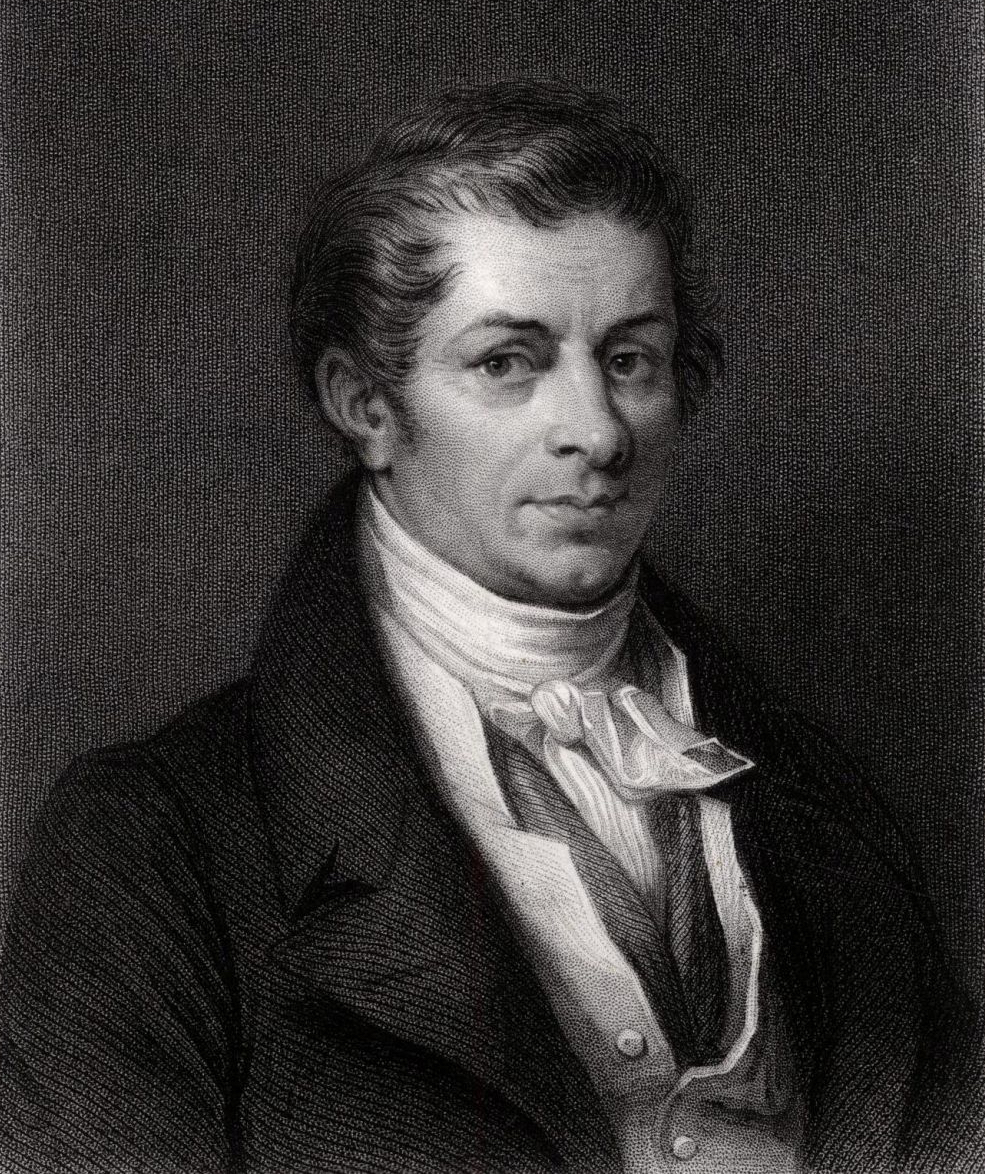
Жан-Батіст Сей (1767–1832)

Жан-Батіст Сей — французький економіст, який представив економічні теорії Сміта у Франції і чиї коментарі до Сміта читали як у Франції, так і в Британії. Сей піддав сумніву трудову теорію вартості Сміта, вважаючи, що ціни визначаються корисністю, а також підкреслював вирішальну роль підприємця в економіці. Однак жодне з цих спостережень не було прийнято британськими економістами в той час. Його найважливішим внеском в економічну думку став закон Сея, який класичні економісти трактували так, що на ринку не може бути надвиробництва і що завжди буде баланс між попитом і пропозицією. Це загальне переконання впливало на урядову політику аж до 1930-х років. Відповідно до цього закону, оскільки економічний цикл розглядався як такий, що самокорегується, уряд не втручався в періоди економічних труднощів, оскільки вважав це марним.
Мальтус написав дві книги: «Нарис про принцип народонаселення» (опублікована в 1798 році) та «Принципи політичної економії» (опублікована в 1820 році). Друга книга, яка була спростуванням закону Сея, не мала великого впливу на сучасних економістів.[86] Однак його перша книга мала великий вплив на класичний лібералізм.[87][88] У ній Мальтус стверджував, що зростання населення випереджатиме виробництво продуктів харчування, оскільки населення зростає в геометричній прогресії, тоді як виробництво продуктів харчування зростає в арифметичній. Оскільки люди були забезпечені їжею, вони будуть розмножуватися до тих пір, поки їх зростання не випередить пропозицію їжі. Тоді природа стримувала зростання у вигляді пороків і страждань. Жодне зростання доходів не могло цьому запобігти, і будь-яка допомога бідним була б самознищенням. Бідні фактично були відповідальні за свої власні проблеми, яких можна було б уникнути завдяки самообмеженню[88].
Рікардо, який був прихильником Сміта, висвітлював багато з тих самих тем, але в той час як Сміт робив висновки з широких емпіричних спостережень, він використовував дедукцію, роблячи висновки, виходячи з базових припущень [89] Хоча Рікардо прийняв трудову теорію вартості Сміта, він визнавав, що корисність може впливати на ціну деяких рідкісних предметів. Орендна плата за сільськогосподарську землю розглядалася як продукція, яка була надлишковою до прожиткового мінімуму, необхідного орендарям. Заробітна плата розглядалася як сума, необхідна для існування робітників і підтримки поточного рівня населення[90]. Згідно з його залізним законом заробітної плати, заробітна плата ніколи не може перевищувати прожиткового мінімуму. Рікардо пояснював прибуток як дохід на капітал, який сам був продуктом праці, але багато хто зробив висновок з його теорії, що прибуток - це надлишок, привласнений капіталістами, на який вони не мали права[91].

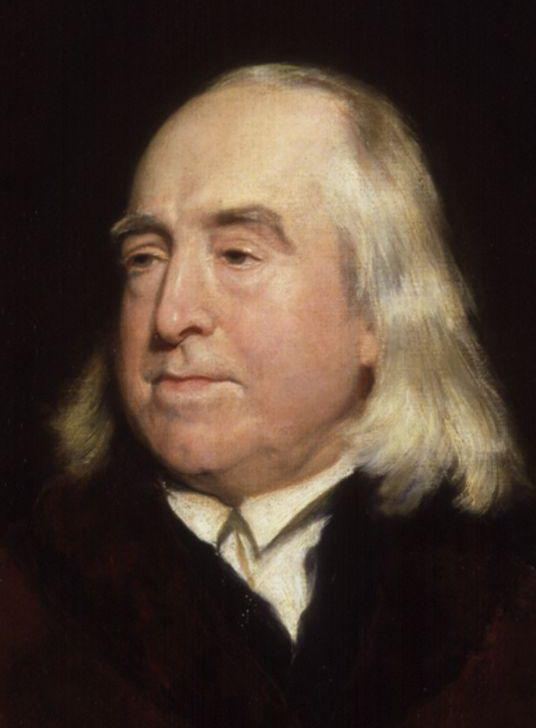
Джеремі Бентам (1748–1832)

### Утилітаризм
Центральна концепція утилітаризму, яку розробив Джеремі Бентам, полягала в тому, що державна політика повинна бути спрямована на забезпечення «найбільшого щастя для найбільшої кількості людей». Хоча це можна було б інтерпретувати як виправдання дій держави, спрямованих на зменшення бідності, класичні ліберали використовували його для виправдання невтручання, аргументуючи це тим, що чиста вигода для всіх людей буде вищою[82].
Утилітаризм надав британському уряду політичне обґрунтування для впровадження економічного лібералізму, який мав домінувати в економічній політиці з 1830-х років. Хоча утилітаризм спонукав до законодавчих та адміністративних реформ, а пізніші праці Джона Стюарта Мілла на цю тему передвіщали державу загального добробуту, він в основному використовувався як виправдання laissez-faire[92].

## Політична економія
Класичні ліберали, що йшли за Міллем, вважали корисність основою державної політики. Це суперечило як консервативній «традиції», так і локівським «природним правам», які вважалися ірраціональними. Корисність, яка наголошує на щасті індивідів, стала центральною етичною цінністю всього лібералізму в стилі Мілла.[93] Хоча утилітаризм надихнув на широкомасштабні реформи, він став насамперед виправданням для економіки laissez-faire. Однак прихильники Мілла відкинули віру Сміта в те, що «невидима рука» призведе до загальних благ, і прийняли думку Мальтуса про те, що зростання населення завадить будь-яким загальним благам, а також думку Рікардо про неминучість класового конфлікту. Laissez-faire розглядався як єдино можливий економічний підхід, а будь-яке державне втручання вважалося марним і шкідливим. Закон про внесення змін до Закону про бідних 1834 року захищався на «наукових або економічних принципах», в той час як автори Закону про допомогу бідним 1601 року вважалися такими, що не мали змоги прочитати Мальтуса[94].

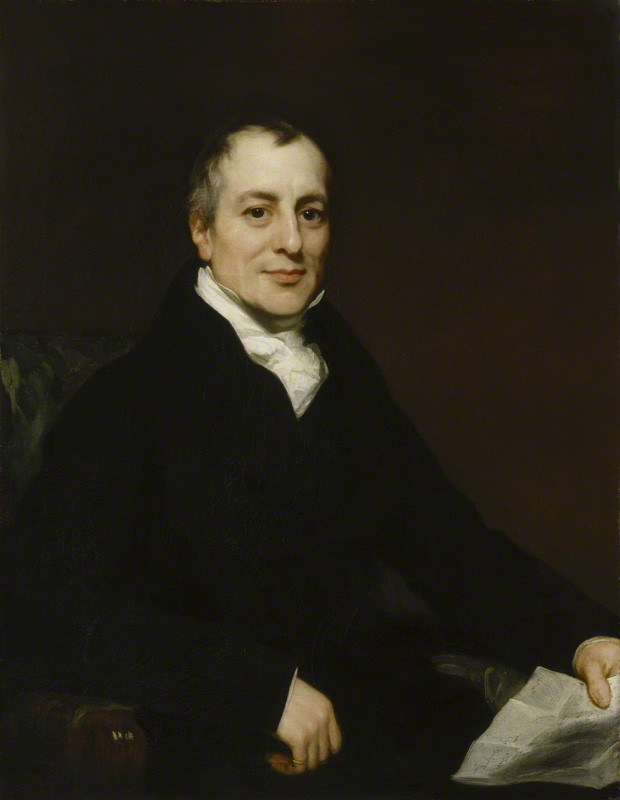
Девід Рікардо (1772–1823)

Однак прихильність до laissez-faire не була однорідною, і деякі економісти виступали за державну підтримку громадських робіт та освіти. Класичні ліберали також були розділені щодо вільної торгівлі, оскільки Рікардо висловив сумнів, що скасування тарифів на зерно, за яке виступали Річард Кобден та Ліга протидії зерновому законодавству, матиме якісь загальні переваги. Більшість класичних лібералів також підтримували законодавство, яке регулювало кількість годин, дозволених для роботи дітей, і зазвичай не виступали проти законодавства про фабричну реформу[94].
Незважаючи на прагматизм класичних економістів, їхні погляди були виражені в догматичних термінах такими популярними письменниками, як Джейн Марсе і Гаррієт Мартіно[94]. Найсильнішим захисником laissez-faire був журнал The Economist, заснований Джеймсом Вільсоном в 1843 році. The Economist критикував Рікардо за відсутність підтримки вільної торгівлі та висловлював ворожість до соціального забезпечення, вважаючи, що нижчі верстви населення несуть відповідальність за своє економічне становище. The Economist займав позицію, що регулювання робочого часу на фабриках є шкідливим для робітників, а також рішуче виступав проти державної підтримки освіти, охорони здоров'я, водопостачання та надання патентів і авторських прав[95].
The Economist також проводив кампанію проти законів про кукурудзу, які захищали землевласників у Сполученому Королівстві Великої Британії та Ірландії від конкуренції з боку дешевшого іноземного імпорту зернових продуктів. Жорстка віра в laissez-faire керувала реакцією уряду в 1846-1849 роках на Великий голод в Ірландії, під час якого, за оцінками, померло 1,5 мільйона людей. Міністр, відповідальний за економічні та фінансові питання, Чарльз Вуд, очікував, що приватне підприємництво та вільна торгівля, а не державне втручання, полегшать голод[95]. Кукурудзяні закони були остаточно скасовані в 1846 році шляхом скасування тарифів на зерно, які штучно утримували ціну на хліб на високому рівні[96], але це було занадто пізно, щоб зупинити голод в Ірландії, частково через те, що це було зроблено поетапно впродовж трьох років.[97][98]

### Вільна торгівля і мир у всьому світі
Деякі ліберали, в тому числі Сміт і Кобден, стверджували, що вільний обмін товарами між країнами може привести до миру в усьому світі. Ерік Гарцке стверджує: «Такі вчені, як Монтеск'є, Адам Сміт, Річард Кобден, Норман Енджелл і Річард Розенкранц, давно припускали, що вільні ринки можуть звільнити держави від загрози постійних воєн».[99] Американські політологи Джон Р. Онал і Брюс М. Рассел, добре відомі своєю роботою з теорії демократичного миру, стверджують:[100]
Класичні ліберали виступали за політику, спрямовану на збільшення свободи і процвітання. Вони прагнули розширити політичні можливості комерційного класу і скасувати королівські хартії, монополії та протекціоністську політику меркантилізму, щоб заохотити підприємництво і підвищити ефективність виробництва. Вони також очікували, що демократія та економіка laissez-faire зменшать частоту воєн.
У «Багатстві народів» Сміт стверджував, що з розвитком суспільства від мисливців-збирачів до індустріального суспільства військова здобич зростатиме, але витрати на війну зростатимуть і надалі, що зробить війну важкою і дорогою для індустріальних країн:[101].
["Почесті, слава, винагороди війни не належать [середньому та індустріальному класам]; поле бою - це жнивне поле аристократії, полите кров'ю народу.... Поки наша торгівля спиралася на нашу іноземну залежність, як це було в середині минулого століття... сила і насильство були необхідні для того, щоб керувати нашими споживачами для наших виробників... Але війна, хоча і є найбільшим споживачем, не тільки нічого не дає взамін, але, відволікаючи робочу силу від продуктивної зайнятості і перериваючи хід торгівлі, вона перешкоджає, різними непрямими способами, створенню багатства; і, якщо військові дії будуть продовжуватися впродовж декількох років, кожна наступна військова позика буде відчуватися в наших комерційних і промислових районах з посиленим тиском

- Річард Кобден[102]
[B]Природа об'єднує людей проти насильства і війни в силу їхньої спільної зацікавленості, бо концепція космополітичного права не захищає їх від цього. Дух торгівлі не може співіснувати з війною, і рано чи пізно цей дух домінує над кожним народом. Бо з усіх сил (або засобів), які належать нації, фінансова влада може бути найнадійнішою у примушенні націй до благородної справи миру (хоча й не з моральних мотивів); і де б у світі не загрожувала війна, вони намагатимуться відвернути її за допомогою посередництва, так, ніби вони були постійно об'єднані для цієї мети».
- Іммануїл Кант[103].
Кобден вважав, що військові витрати погіршують добробут держави і приносять користь невеликій, але сконцентрованій елітній меншості, підсумовуючи британський імперіалізм, який, на його думку, був результатом економічних обмежень меркантилістської політики. Для Кобдена і багатьох класичних лібералів, ті, хто виступає за мир, повинні також виступати за вільні ринки. Віра в те, що вільна торгівля сприятиме миру, була широко поширена серед англійських лібералів 19-го і початку 20-го століття, що змусило економіста Джона Мейнарда Кейнса (1883-1946), який був класичним лібералом у ранньому віці, сказати, що це була доктрина, на якій він був «вихований» і якої він дотримувався беззаперечно лише до 1920-х рр.[104] У своїй рецензії на книгу про Кейнса, Майкл С. Лоулор стверджує, що, можливо, значною мірою завдяки внеску Кейнса в економіку та політику, зокрема, в реалізацію Плану Маршалла та способи управління економікою після його роботи, «ми маємо розкіш не стикатися з його неприємним вибором між вільною торгівлею та повною зайнятістю» [105]. [105] Спорідненим проявом цієї ідеї був аргумент Нормана Енджелла (1872-1967), найбільш відомий перед Першою світовою війною в книзі «Велика ілюзія» (1909), про те, що взаємозалежність економік великих держав зараз настільки велика, що війна між ними є марною та ірраціональною, а отже, малоймовірною.

## Видатні мислителі

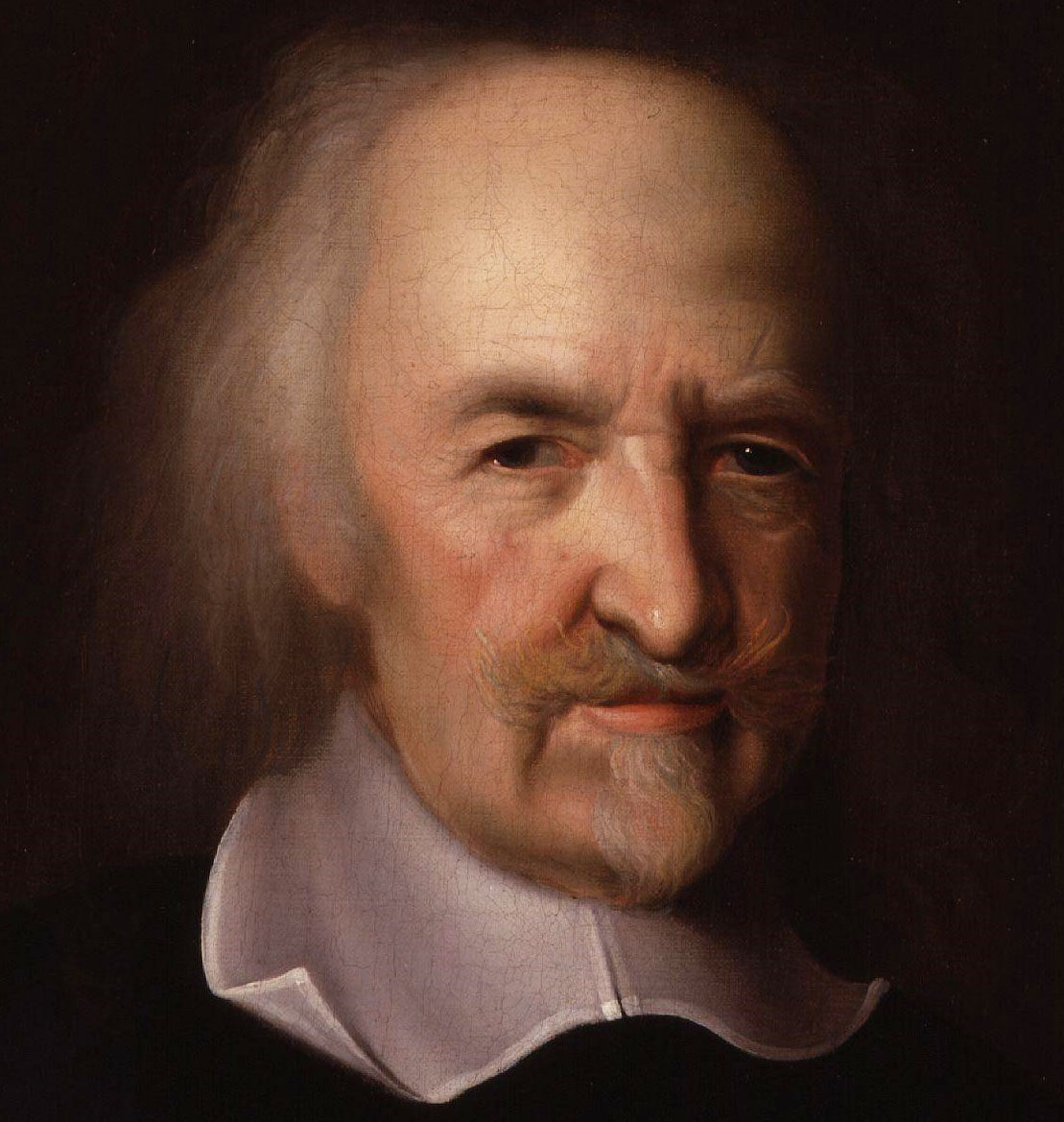
Томас Гоббс (1588–1679)

- Томас Гоббс (1588–1679)
- Джеймс Гаррінгтон (1611–1677)
- Джон Лок (1632–1704)
- Монтеск'є (1689–1755)
- Дейвід Г'юм (1711–1776)
- Вольтер (1694–1778)
- Бенджамін Франклін (1706–1790)
- Адам Сміт (1723–1790)
- Едмунд Берк (1729–1797)
- Едвард Гіббон (1737–1794)
- Іммануїл Кант (1724–1804)
- Алексіс де Токвіль (1805–1859)Андерс Чіденіус (1729–1803)
- Томас Пейн (1737–1809)
- Чезаре Беккаріа (1738–1794)
- Маркіз де Кондорсе (1743–1794)
- Томас Джефферсон (1743–1826)
- Джеремі Бентам (1748–1832)
- Гаетано Філанджері (1753–1788)
- Бенджамін Констан (1767–1830)
- Дейвід Рікардо (1772–1823)
- Алексіс де Токвіль (1805–1859)

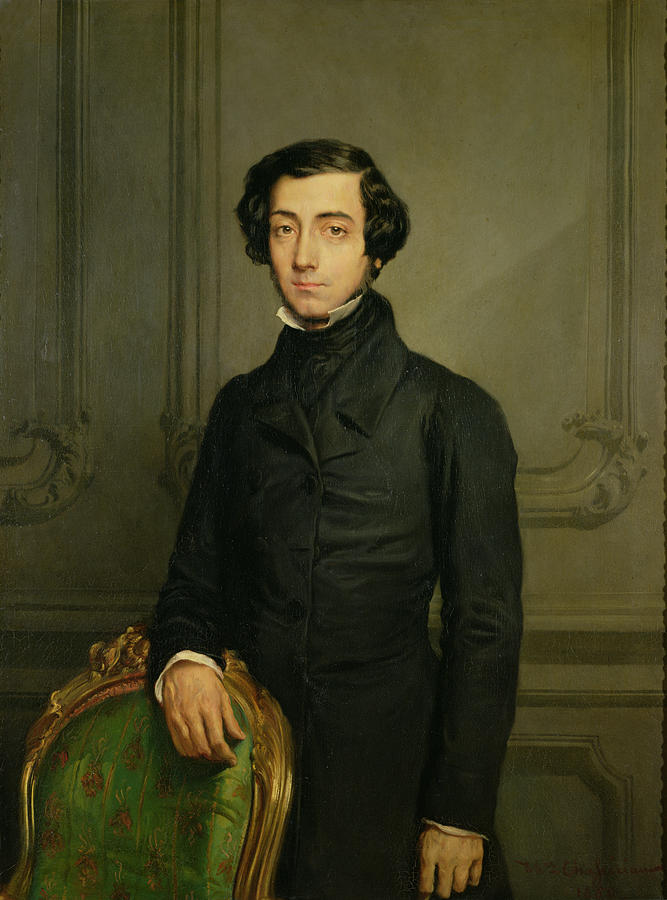
Алексіс де Токвіль (1805–1859)

- Джузеппе Мацціні (1805–1872)[107].

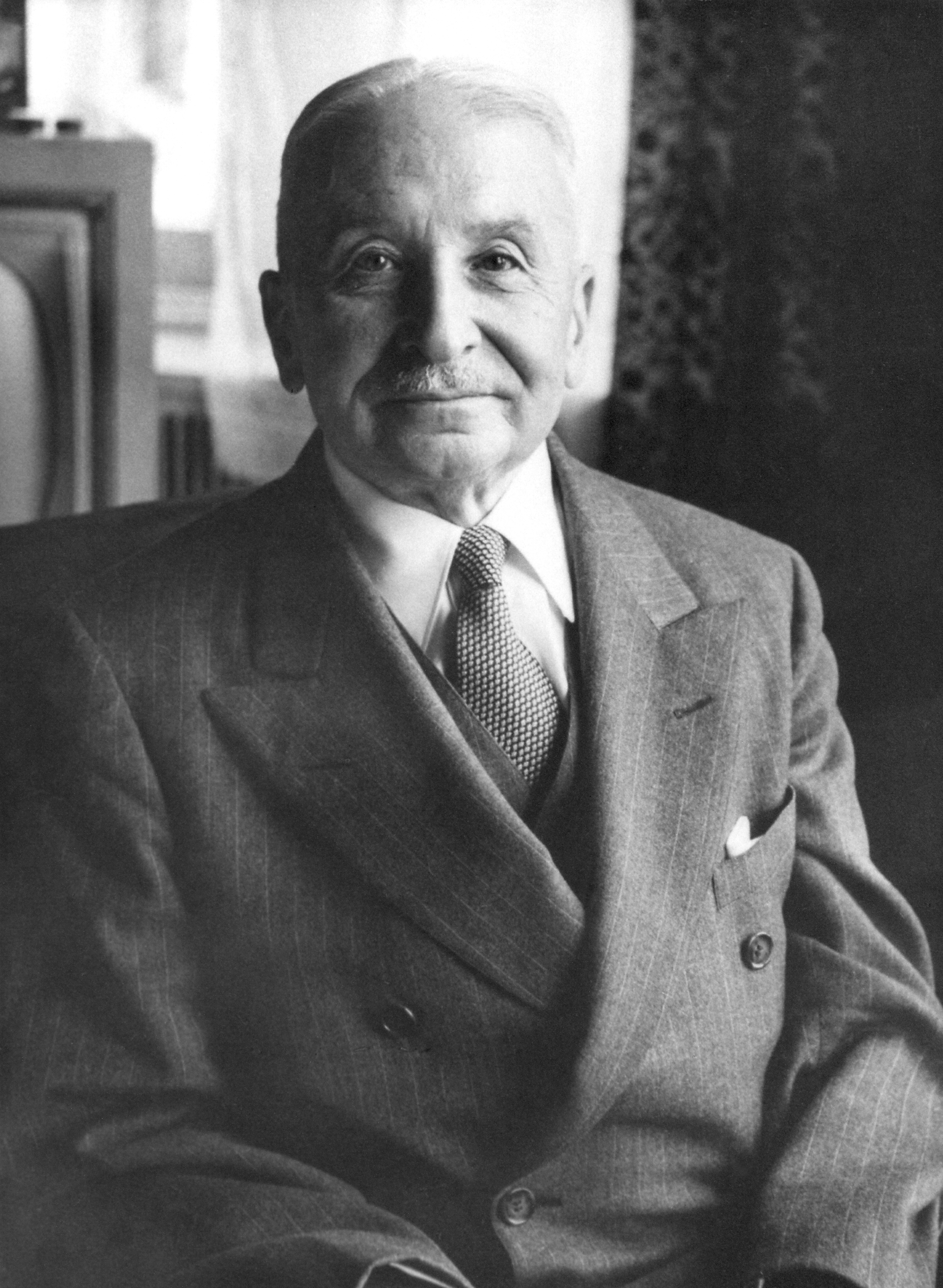
Людвіг фон Мізес (1881–1973)

- Джон Стюарт Мілл (1806–1872)Людвіг фон Мізес (1881–1973)
- Вільям Юарт Гладстон (1809–1898)
- Горацій Грілі (1811–1873)
- Фукудзава Юкічі (1835–1901)
- Генрі Джордж (1839–1897)
- Фрідріх Науман (1860–1919)
- Людвіг фон Мізес (1881–1973)
- Фрідріх Гаєк (1899–1992)
- Карл Поппер (1902–1994)
- Раймонд Арон (1905–1983)
- Мілтон Фрідман (1912–2006)
- Роберт Нозік (1938–2002)

## Класичні ліберальні партії у світі
Хоча до класичних ліберальних партій у широкому розумінні також належать загальнолібертаріанські,[a] ліберально-консервативні[b] та деякі правопопулістські[c] політичні партії, тут слід перерахувати лише загальноліберальні партії, такі як німецька СвДП, датський Ліберальний альянс та Демократична партія Таїланду.

### Класичні ліберальні партії або партії з класичними ліберальними фракціями
- Австралія: Ліберальна партія Австралії, Ліберально-демократична партія.
- Австрія: NEOS - Нова Австрія та Ліберальний форум, Австрійська партія свободи (фракції)
- Аргентина: Liberty Advances
- Бельгія: Відкриті фламандські ліберали і демократи, Реформістський рух
- Бразилія: Нова партія.
- Велика Британія: Ліберальна партія.
- Венесуела: Come Venezuela.
- Грузія: Гірчі - більше свободи, Гірчі
- Данія: Венстре,[122] Ліберальний альянс[123][124].
- Естонія: Естонська реформаторська партія[125].
- Індія: Партія Лок Сатта[132].
- Ісландія: Реформаторська партія
- Канада: Народна партія[120].
- Латвія: За розвиток Латвії, Рух за!
- Литва: Рух лібералів
- Люксембург: Демократична партія
- Нідерланди: Народна партія за свободу і демократію, Belang van Nederland
- Німеччина: Вільна демократична партія[131].
- Нова Зеландія: Національна партія Нової Зеландії,[133] ACT Нова Зеландія[134].
- Норвегія: Venstre,[135] Партія прогресу
- Південна Африка: Демократичний альянс[141].
- Польща: Сучасна,[136] Громадянська платформа[137].
- Португалія: Ліберальна ініціатива[138].
- Росія: ПАРНАС
- Румунія: Націонал-ліберальна партія
- Сербія: Ліберально-демократична партія Сербії
- Словаччина: Свобода і солідарність[139][140].
- Сполучені Штати: Ліберальна партія США
- Таїланд: Демократична партія[143].
- Туреччина: Ліберально-демократична партія
- Україна: Ліберальна партія України
- Франція: Renaissance[126][127][128][129]
- Чилі: Евополі[121].
- Швейцарія: СвДП. Ліберали
- Швеція: Ліберали,[142] Класична ліберальна партія

### Історичні класичні ліберальні партії або партії з класичними ліберальними фракціями (з 1900-х років)
- Бельгія: Ліберальна партія, Партія за свободу і прогрес, Ліберально-реформістська партія
- Велика Британія: Ліберальна партія[149
- Індія: Партія Сватантра[147].
- Ірландія: Прогресивні демократи
- Нідерланди: Партія свободи
- Німеччина: Німецька демократична партія[146].
- Нова Зеландія: Новозеландська ліберальна партія, Об'єднана партія, Новозеландська партія
- Південна Корея: Нова демократична партія
- Чилі: Ліберальна партія, Амплітуда
- Швейцарія: Вільна демократична партія Швейцарії,[148] Ліберальна партія Швейцарії
- Японія: Ліберальна партія (1998), Ліберальна ліга

## Критика
Тедд Вілсон, пишучи для лібертаріанського Фонду економічної освіти, зазначив, що «багато хто зліва і справа критикує класичних лібералів за те, що вони зосереджуються виключно на економіці і політиці, нехтуючи життєво важливим питанням: культурою»[150].
Хелена Вієйра, пишучи для Лондонської школи економіки, стверджувала, що класичний лібералізм «може суперечити деяким фундаментальним демократичним принципам, оскільки він не узгоджується з принципом одностайності (також відомим як принцип Парето) - ідеєю про те, що якщо всі в суспільстві віддають перевагу політиці А, а не політиці Б, то слід прийняти першу»[151].